# Pulau Kaimeer
Pulau Kaimeer (indonesiska: Pulau Kaimer) är en ö i Indonesien.   Den ligger i provinsen Moluckerna, i den östra delen av landet, 2 800 km öster om huvudstaden Jakarta. Arean är 3,5 kvadratkilometer.
Terrängen på Pulau Kaimeer är platt. Öns högsta punkt är 133 meter över havet. Den sträcker sig 3,5 kilometer i nord-sydlig riktning, och 1,6 kilometer i öst-västlig riktning.